# Assamacris
Assamacris is een geslacht van rechtvleugeligen uit de familie veldsprinkhanen (Acrididae). De wetenschappelijke naam van dit geslacht is voor het eerst geldig gepubliceerd in 1942 door Uvarov.

## Soorten
Het geslacht Assamacris omvat de volgende soorten:
- Assamacris bidentata Mao, Ren & Ou, 2007
- Assamacris curticercus Huang, 1981
- Assamacris longicercus Huang, 1981
- Assamacris spinipicta Ingrisch, Willemse & Shishodia, 2004
- Assamacris striata Uvarov, 1942
- Assamacris trimaculata Mao, Ren & Ou, 2007